# Daniel Sosah
Daniel Sosah (Acra, 9 de mayo de 2000) es un futbolista ghanés, nacionalizado nigerino, que juega en la demarcación de delantero para el FC Aktobe de la Liga Premier de Kazajistán.

## Selección nacional
Tras jugar en varias categorías inferiores de la selección, finalmente hizo su debut con la selección de fútbol de Níger en un partido amistoso contra Congo que finalizó con un resultado de 0-1 tras el gol de Guy Mbenza.

## Clubes
| Club                  | País        | Año       | Partidos | Goles |
| --------------------- | ----------- | --------- | -------- | ----- |
| AS FAN                | Níger       | 2017-2018 | 2        | 1     |
| CI Kamsar             | Guinea      | 2018-2020 | 2        | 0     |
| FC Isloch Minsk Raion | Bielorrusia | 2021-2022 | 45       | 17    |
| FC Kryvbas Kryvyi Rih | Ucrania     | 2023-2025 | 51       | 5     |
| FC Aktobe             | Kazajistán  | 2025-     | 1        | 0     |